# Disanites
Disanites o Deisanites (també daysanites, daysaniyya) foren els deixebles de Bar Daisan (Bardesanes, Ibn Daysan), heresiarca sincretista d'Edessa del segle ii, condeixeble i contemporani del rei Abgar el Gran. El fundador és considerat un fals profeta pels musulmans i un heretge per l'Església catòlica.
Vinculats primer amb els valentinians, van desenvolupar una forma especial de gnosi. Els disanites consideren la llum i l'ombra com l'origen de les coses, del bé i del mal. Professaven una espècie de fatalisme astrològic i el docetisme, i negaven la resurrecció de la carn. Per la posteritat la doctrina disanita fou considerada en la línia dels maniqueus, igual que la dels seus rivals els marcionites.